# Roland Lindberg
Karl Gustav Roland Lindberg (Göteborg, 15 maggio 1910 – Hisings Kärra, 9 marzo 1993) è stato un calciatore svedese, di ruolo centrocampista.

## Carriera

### Nazionale
Esordisce l'11 giugno 1939 contro la Lituania (7-0).